# 扎布揚尼亞
50°33′44″N 29°38′51″E / 50.56222°N 29.64750°E

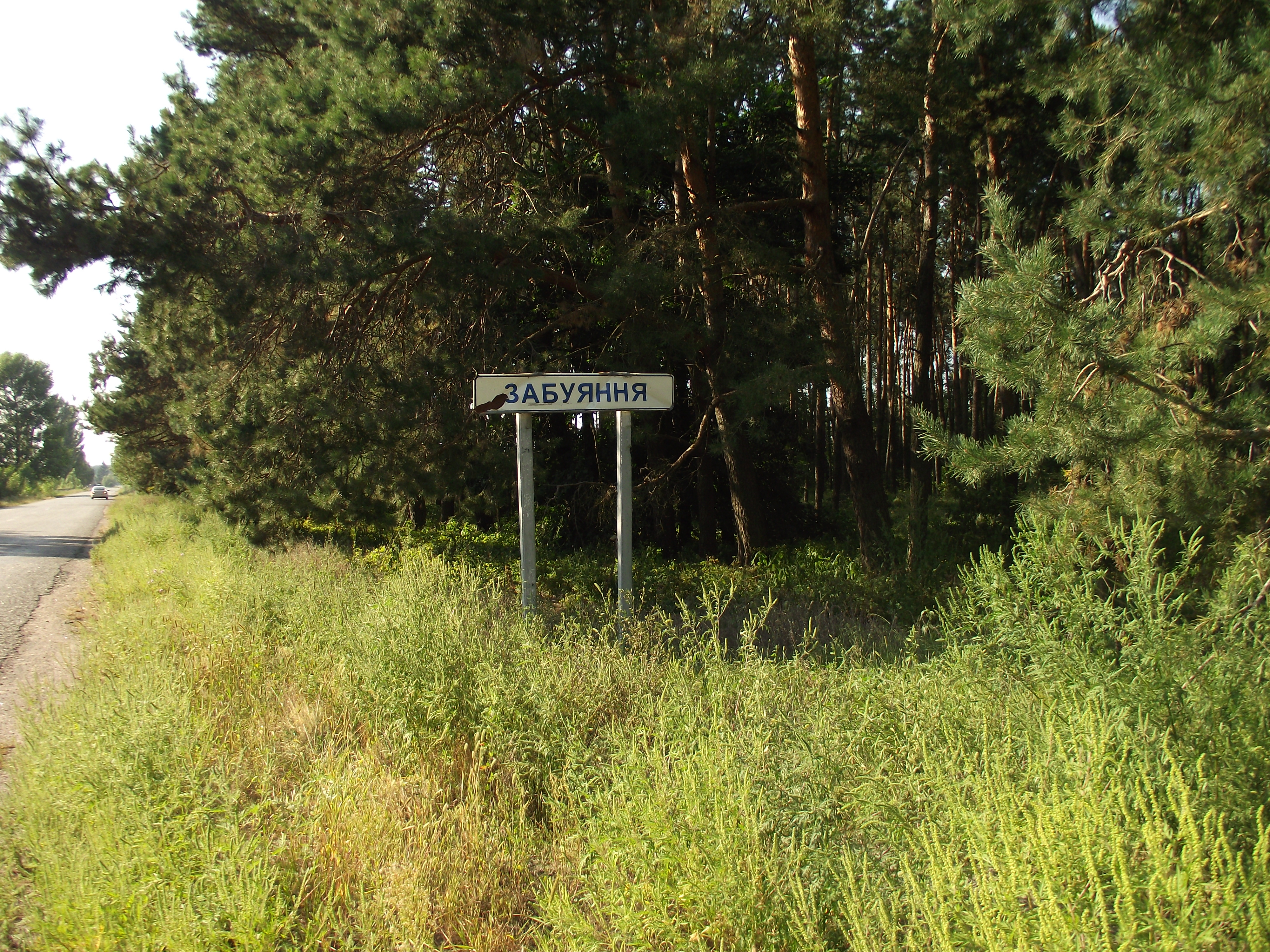

扎布揚尼亞（烏克蘭語：Забуяння）是位於烏克蘭北部的村莊，由基辅州布恰区的馬卡里夫市鎮負責管轄。該村始建於1616年，面積0.448平方公里，海拔高度174米，2001年人口844。